# Ludwig Scheuermann

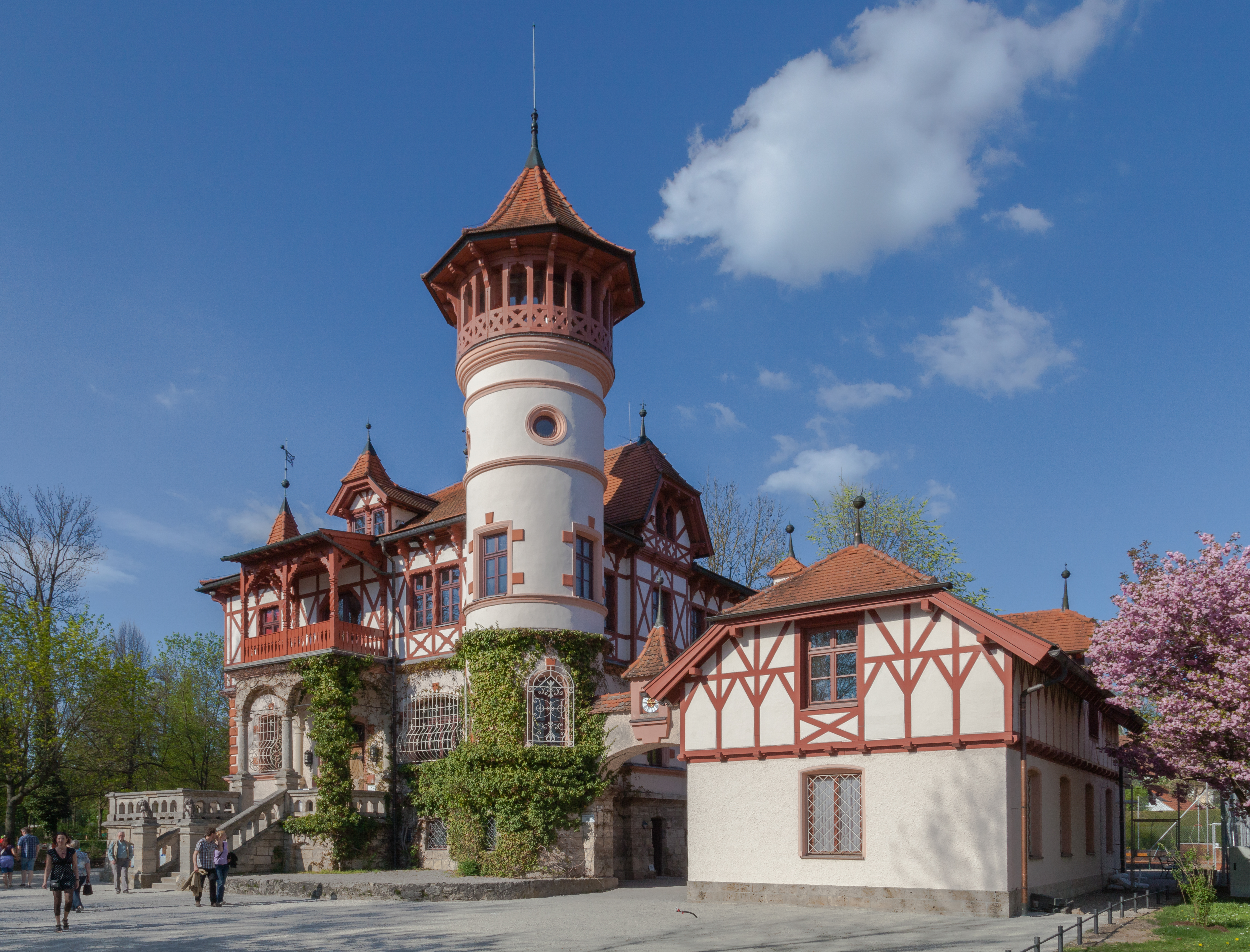
Villa Scheuermann in Herrsching am Ammersee

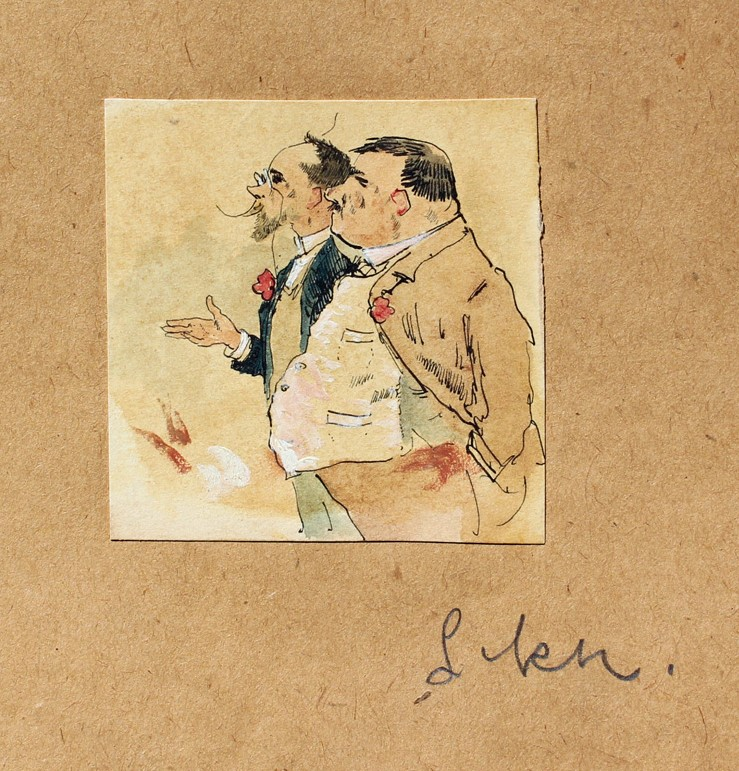
Ludwig Scheuermann (links) und Moritz Röbbecke, 1891. Karikatur von Ludwig Scheuermann

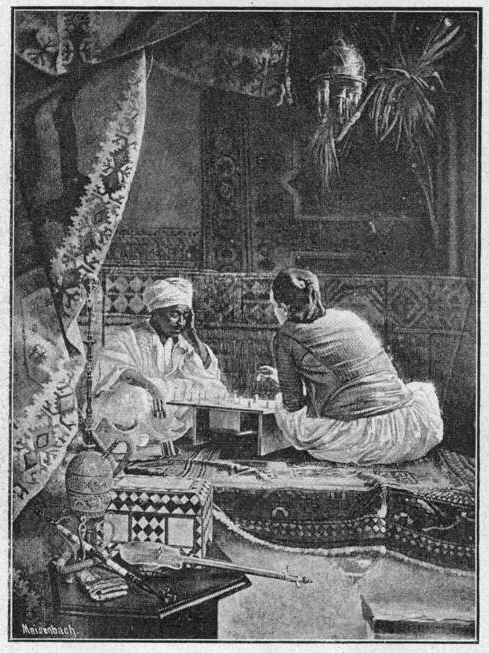
Scheuermanns Gemälde Dame spielende Araber in Tunis (ausgestellt 1888 im Glaspalast München)

Ludwig Gustav Wilhelm Scheuermann (* 18. Oktober 1859 in Burghersdorp, Südafrika; † 1. September 1911 in Herrsching am Ammersee) war ein deutscher Maler.

## Leben
Scheuermann entstammte einer Augsburger Kaufmannsfamilie. Seine Eltern heirateten 1858 in Augsburg und wanderten anschließend nach Südafrika aus, wo sie als Kaufleute tätig waren. Die Mutter kehrte nach dem Tod des Vaters mit den zwei Söhnen in ihre schwäbische Heimat zurück, Scheuermann war bei der Rückkehr zwei Jahre alt. Dort in Augsburg besuchte er die Lateinschule und vollendete im Gymnasium seine Schulzeit.
Mit zwanzig Jahren schrieb er sich am 13. Oktober 1879 für die Antikenklasse an der Münchner Kunstakademie ein. Er war ein Schüler der Professoren Gyula Benczúr, Ludwig von Löfftz und Alexander Strähuber, beendete 1883 sein Kunststudium und konnte – gefördert durch seine Lehrer – ein Jahr in Paris verbringen. Dort studierte er an der Académie Julian.
Nach einigen Wanderjahren kehrte Scheuermann nach Deutschland zurück. Am 18. Juni 1887 heiratete er Désirée Stolberg aus Riga. Am 4. März 1888 wurde der Sohn Erich geboren, am 3. Dezember 1889 Tochter Gertraud. Er war ein in seiner Zeit überaus erfolgreicher ländlicher Genremaler, der es mit seiner Kunst zu einem beträchtlichen Wohlstand brachte. Er ließ von 1888 bis 1889 die Villa Scheuermann (heute Kurparkschlösschen) vom Zimmermeister Benedikt Rehm nach Plänen von Alfred Heubach errichten. Dort verbrachte er den Sommer und feierte extravagante Feste. Nach seinem Tod verkaufte es sein Sohn an die Gemeinde.
Im Alter von nahezu 52 Jahren starb Ludwig Scheuermann am 1. September 1911 in Herrsching am Ammersee. Er liegt mit anderen Familienangehörigen auf dem Friedhof der Martinskirche in Herrsching begraben.